# Bulbophyllum hamadryas
Bulbophyllum hamadryas là một loài phong lan thuộc chi Bulbophyllum.

## Subsp
- Bulbophyllum hamadryas var. hamadryas
- Bulbophyllum hamadryas var. orientale Schltr.